# Charon (hold)
Charon (IPA kɛərɒn) a Pluto legnagyobb holdja. James W. Christy csillagász fedezte fel 1978. június 22-én. Miközben a Plutóról készült fényképeket tanulmányozott, megfigyelte, hogy időnként egy dudor jelenik meg a bolygó szélén; a jelenséget évekre visszamenőleg ki lehetett mutatni, így nyilvánvaló volt, hogy ez egy hold lehet. Eredetileg az S/1978 P 1 néven regisztrálták, a Charon nevet 1985-ben kapta az alvilág révészéről, Kharónról (Χάρων). Amíg a Charont fel nem fedezték, volt egy olyan nézet a tudósok körében, hogy a Pluto eredetileg holdja lett volna a Neptunusznak.
A hold felfedezése révén – az együttes mozgást megfigyelve – állapították meg a két égitest pontos tömegét, amely a Pluto esetében a várakozásokat messze alulmúlta, és újabb vitákat szült a bolygók definíciójáról.
A Charon az anyabolygójához képest a legnagyobb hold a Naprendszerben (átmérője több mint a fele, tömege az 1/7-e a Plutóénak). A Pluto forgási és a Charon keringési ideje pontosan megegyezik (6,387 nap), tehát a Charon keringése kötött, vagyis mindig ugyanazt az oldalukat mutatják egymás felé (hasonló a helyzet a Föld és a Hold esetén is - ám míg itt csak a Hold mutatja mindig ugyanazt az oldalát a Föld felé, a Pluto és a Charon esetében ez kölcsönös).
A Charon felszínét valószínűleg vízjég borítja, szemben a Plutóéval, amelyet fagyott nitrogén. Az északi pólus közelében vöröses felület látható. Az Organa kráter közelében ammóniakibocsátás észlelhető.
Sokáig a Charon volt a Pluto egyetlen ismert holdja de 2005-ben megfigyeltek két apró holdat is, amelyek az S/2005 P 1 (Hydra) és az S/2005 P 2 (Nix) nevet kapták, 2011-ben pedig újabb két holdat (Kerberos és Styx) fedeztek fel a Pluto körül.